# 大須賀明
大須賀 明（おおすが あきら、1934年1月21日 - 2015年12月23日）は、日本の法学者。専門は憲法。学位は、法学博士（早稲田大学・論文博士・1984年）（学位論文「生存権論」）。早稲田大学名誉教授。元早稲田大学比較法研究所所長。元司法試験第二次試験考査委員（憲法）。神奈川県横浜市出身。女優・十朱幸代は母方の従妹。

## 学説
特に社会権関係の研究で知られる。生存権について具体的権利説を推進した。具体的権利説によれば具体的な立法（例えば生活保護法）が存在しなくとも、直接憲法25条によって司法に訴えることが出来ることになる。大須賀の具体的権利説の場合は、立法権（国会）に対してその最高機関性をなるべく侵害しない形で、作為を義務づけるのではなく、不作為の違憲確認訴訟を起こすことにその意義がある。

## 略歴
1958年早稲田大学第一法学部卒業、1966年同大学院法学研究科博士課程満期退学。1964年早稲田大学法学部助手、1967年専任講師、1969年助教授、1974年教授、1984年早稲田大学より法学博士の学位を取得。1985-86年ハーバード大学客員研究員。1993－97年早稲田大学比較法研究所所長、2004年早稲田大学を退任、名誉教授、東洋大学法科大学院教授、2007年退任。

### 主な役職
- 1977年　全国憲法研究会運営委員
- 1978年　早稲田大学商議員
- 1989年　日本公法学会理事
- 1996年　全国憲法研究会代表（～1998年）
- 1999年　国際憲法学会理事

## 著書
- 『生存権論』（日本評論社、1984年）
- 『社会国家と憲法』（弘文堂、1992年）

### 共編著・編著
- 『日本の憲法問題 平和憲法と憲法闘争』影山日出弥共著 労働経済社 1967
- 『憲法と沖縄』吉田善明, 影山日出弥共著 敬文堂出版部 1971
- 『現代法講義　憲法』編　三省堂、1981
- 『憲法判例の研究』共編 敬文堂 1982
- 『日本国憲法資料集』樋口陽一共著 三省堂 1985
- 『争点ノート憲法』編　三省堂、1991
- 『新・判例コンメンタール日本国憲法』浦田賢治共編（三省堂、1993年）
- 『社会国家の憲法理論』編（敬文堂、1995年）
- 編著『憲法（現代法講義）』（青林書院、1996年）
- 編著『国家の法的関与と自由　アジア・オセアニア法制の比較研究』（信山社出版、2001年）
- 編著『三省堂憲法辞典』（三省堂、2001年）
- 『アジア立憲主義の展望』全国憲法研究会編、編集代表 （信山社、2003年）